# 奧利弗鎮區 (密歇根州)
奧利弗鎮區（英語：Oliver Township）是位於美國密歇根州休倫縣的一個行政鎮區。

## 地方資料
奧利弗鎮區的面積為91.60平方千米，當中陸地面積為91.50平方千米，而水域面積為0.10平方千米。根據2020年美國人口普查的數據，當地共有人口1419人，而人口密度為每平方千米15.49人。